# Encuesta Gallup del hombre y de la mujer más admirados en Estados Unidos
La encuesta del hombre y la mujer más admirados de Gallup es una encuesta anual que Gallup ha realizado al final de la mayoría de los años desde 1948. Se les pide a los estadounidenses, sin sugerir nombres, que digan qué hombre y mujer "que viven hoy en cualquier parte del mundo, [ellos] admiran más". El resultado es publicado como una lista de los diez primeros. La mayoría de los años, el hombre más admirado es el Presidente de los Estados Unidos en ejercicio y la mujer más admirada es o ha sido la primera dama de los Estados Unidos.
La encuesta de Gallup es anunciada durante la última semana de cada año, y los resultados generalmente reciben cobertura de los principales medios de comunicación en ese momento. La encuesta se ha considerado, en parte, una prueba de reconocimiento de nombres. Si bien las posiciones en la parte superior de la lista son a menudo predecibles, los estudiosos han encontrado que las apariciones de la parte inferior de los diez primeros son esclarecedoras, como en 1958 cuando el gobernador segregacionista Orval Faubus entró en la lista a raíz del episodio de derechos civiles de Little Rock Nine.

## Tendencias y principales finalistas
Los presidentes estadounidenses en funciones han capturado el primer lugar dentro de los hombres en 60 de los 73 años. En su vida, el evangelista Billy Graham tuvo 61 apariciones en el top 10, la mayor cantidad de todos, con ocho segundos puestos. El segundo más mencionado es Ronald Reagan con 31, Jimmy Carter con 28 y le sigue el Papa Juan Pablo II con 27. El Papa en funciones ha terminado entre los diez primeros en cada año desde 1977.
Entre las mujeres, la encuesta ha mostrado a Eleanor Roosevelt, Jacqueline Kennedy Onassis y Hillary Rodham Clinton como las primeras damas de Estados Unidos con la mayor cantidad de apariciones en la lista. La marca más alta para las apariciones dentro de la lista de los diez más populares pertenece a la Reina Isabel II con 50 hasta 2018. Aunque nunca ganó, la locutora Oprah Winfrey ha figurado entre los 10 primeros un total de 31 veces hasta 2018, incluyendo 14 veces en segundo lugar. La marca más alta para la mayoría de las apariciones en el primer lugar, la mujer más admirada del mundo, pertenece a Hillary Clinton, quien se desempeñó como primera dama de Arkansas de 1983 a 1992, primera dama de los Estados Unidos durante la presidencia de Bill Clinton de 1993 a 2001, Senadora de los Estados Unidos representando a Nueva York de 2001 a 2009, y Secretaria de Estado de los Estados Unidos de 2009 a 2013. Ocupó el primer lugar 22 de 25 veces durante los años 1993-2017, incluidas 16 seguidas de 2002 a 2017, antes de que Michelle Obama rompiera su dominio en 2018. En 1980, la Madre Teresa y Rosalynn Carter empataron como mujer más admirada, y en 2019, Barack Obama y Donald Trump compartieron el título de hombre más admirado.

### Número de selecciones
| Rango | Hombre más admirado  | Número de veces |
| ----- | -------------------- | --------------- |
| 1     | Dwight D. Eisenhower | 12              |
| 1     | Barack Obama         | 12              |
| 3     | Ronald Reagan        | 8               |
| 3     | Bill Clinton         | 8               |
| 5     | George W. Bush       | 7               |
| 6     | Lyndon B. Johnson    | 4               |
| 6     | Richard Nixon        | 4               |
| 6     | George HW Bush       | 4               |
| 9     | Douglas MacArthur    | 3               |
| 9     | Henry Kissinger      | 3               |
| 11    | Jimmy Carter         | 3               |
| 12    | John F. Kennedy      | 2               |
| 12    | Harry S. Truman      | 2               |
| 12    | Donald Trump         | 2               |
| 15    | Papa Juan Pablo II   | 1               |

| Rango | Mujer más admirada | Número de veces |
| ----- | ------------------ | --------------- |
| 1     | Hillary Clinton    | 22              |
| 2     | Eleanor Roosevelt  | 13              |
| 3     | Margaret Thatcher  | 6               |
| 4     | Jacqueline Kennedy | 5               |
| 5     | Madre Teresa       | 4               |
| 6     | Nancy Reagan       | 3               |
| 6     | Rosalynn Carter    | 3               |
| 6     | Golda Meir         | 3               |
| 6     | Michelle Obama     | 3               |
| 10    | Betty Ford         | 2               |
| 10    | Barbara Bush       | 2               |
| 10    | Mamie Eisenhower   | 2               |
| 13    | Pat Nixon          | 1               |
| 13    | Laura Bush         | 1               |
| 13    | Ethel Kennedy      | 1               |
| 13    | Elizabeth Kenny    | 1               |

## Ganadores, 1946 a 2020
Estos son los hombres y mujeres más admirados de cada año.
| Año  | Hombre más admirado                | Mujer más admirada             |
| ---- | ---------------------------------- | ------------------------------ |
| 1946 | Douglas MacArthur*                 | No se preguntó                 |
| 1947 | Douglas MacArthur*                 | No se preguntó                 |
| 1948 | Harry Truman                       | Eleanor Roosevelt              |
| 1949 | Harry Truman                       | Eleanor Roosevelt              |
| 1950 | Dwight Eisenhower                  | Eleanor Roosevelt              |
| 1951 | Douglas MacArthur                  | Hna. Elizabeth Kenny           |
| 1952 | Dwight Eisenhower                  | Eleanor Roosevelt              |
| 1953 | Dwight Eisenhower                  | Eleanor Roosevelt              |
| 1954 | Dwight Eisenhower                  | Eleanor Roosevelt              |
| 1955 | Dwight Eisenhower                  | Eleanor Roosevelt              |
| 1956 | Dwight Eisenhower                  | Eleanor Roosevelt              |
| 1957 | Dwight Eisenhower                  | Eleanor Roosevelt              |
| 1958 | Dwight Eisenhower                  | Eleanor Roosevelt              |
| 1959 | Dwight Eisenhower                  | Eleanor Roosevelt              |
| 1960 | Dwight Eisenhower                  | Eleanor Roosevelt              |
| 1961 | John F. Kennedy                    | Eleanor Roosevelt              |
| 1962 | John F. Kennedy                    | Jacqueline Kennedy             |
| 1963 | Lyndon Johnson                     | Jacqueline Kennedy             |
| 1964 | Lyndon Johnson                     | Jacqueline Kennedy             |
| 1965 | Lyndon Johnson                     | Jacqueline Kennedy             |
| 1966 | Lyndon Johnson                     | Jacqueline Kennedy             |
| 1967 | Dwight Eisenhower                  | No se preguntó                 |
| 1968 | Dwight Eisenhower                  | Ethel Kennedy                  |
| 1969 | Richard Nixon                      | Mamie Eisenhower               |
| 1970 | Richard Nixon                      | Mamie Eisenhower               |
| 1971 | Richard Nixon                      | Golda Meir                     |
| 1972 | Richard Nixon                      | Pat Nixon                      |
| 1973 | Henry Kissinger                    | Golda Meir                     |
| 1974 | Henry Kissinger                    | Golda Meir                     |
| 1975 | Henry Kissinger                    | Betty Ford                     |
| 1976 | No se preguntó                     | No se preguntó                 |
| 1977 | Jimmy Carter                       | Rosalynn Carter                |
| 1978 | Jimmy Carter                       | Betty Ford                     |
| 1979 | Jimmy Carter                       | Rosalynn Carter                |
| 1980 | Papa Juan Pablo II                 | Madre Teresa / Rosalynn Carter |
| 1981 | Ronald Reagan                      | Nancy Reagan                   |
| 1982 | Ronald Reagan                      | Margaret Thatcher              |
| 1983 | Ronald Reagan                      | Margaret Thatcher              |
| 1984 | Ronald Reagan                      | Margaret Thatcher              |
| 1985 | Ronald Reagan                      | Nancy Reagan                   |
| 1986 | Ronald Reagan                      | Mother Teresa                  |
| 1987 | Ronald Reagan                      | Nancy Reagan                   |
| 1988 | Ronald Reagan                      | Margaret Thatcher              |
| 1989 | George H. W. Bush                  | Margaret Thatcher              |
| 1990 | George H. W. Bush                  | Margaret Thatcher              |
| 1991 | George H. W. Bush                  | Barbara Bush                   |
| 1992 | George H. W. Bush                  | Barbara Bush                   |
| 1993 | Bill Clinton                       | Hillary Rodham Clinton         |
| 1994 | Bill Clinton                       | Hillary Rodham Clinton         |
| 1995 | Bill Clinton                       | Madre Teresa                   |
| 1996 | Bill Clinton                       | Madre Teresa                   |
| 1997 | Bill Clinton                       | Hillary Rodham Clinton         |
| 1998 | Bill Clinton                       | Hillary Rodham Clinton         |
| 1999 | Bill Clinton                       | Hillary Rodham Clinton         |
| 2000 | Bill Clinton                       | Hillary Rodham Clinton         |
| 2001 | George W. Bush                     | Laura Bush                     |
| 2002 | George W. Bush                     | Hillary Rodham Clinton         |
| 2003 | George W. Bush                     | Hillary Rodham Clinton         |
| 2004 | George W. Bush                     | Hillary Rodham Clinton         |
| 2005 | George W. Bush                     | Hillary Rodham Clinton         |
| 2006 | George W. Bush                     | Hillary Rodham Clinton         |
| 2007 | George W. Bush                     | Hillary Rodham Clinton         |
| 2008 | Barack Obama                       | Hillary Rodham Clinton         |
| 2009 | Barack Obama                       | Hillary Rodham Clinton         |
| 2010 | Barack Obama                       | Hillary Rodham Clinton         |
| 2011 | Barack Obama                       | Hillary Rodham Clinton         |
| 2012 | Barack Obama                       | Hillary Rodham Clinton         |
| 2013 | Barack Obama                       | Hillary Rodham Clinton         |
| 2014 | Barack Obama                       | Hillary Rodham Clinton         |
| 2015 | Barack Obama                       | Hillary Rodham Clinton         |
| 2016 | Barack Obama                       | Hillary Rodham Clinton         |
| 2017 | Barack Obama                       | Hillary Rodham Clinton         |
| 2018 | Barack Obama                       | Michelle Obama                 |
| 2019 | Barack Obama Donald Trump (empate) | Michelle Obama                 |
| 2020 | Donald Trump                       | Michelle Obama                 |

- Persona más admirada